# Кривляны (Жабинковский район)
Кривляны (бел. Крыўляны) — агрогородок в Жабинковском районе Брестской области Белоруссии. Центр Кривлянского сельсовета. Население — 361 человек (2019).

## География
Кривляны находятся в 10 км к северо-востоку от Жабинки. Вблизи агрогородка расположены небольшие деревни Можейки, Горелки, Шеди, и Бояры. Местные дороги ведут в Большие Сехновичи, Огородники и Глубокое. Местность принадлежит бассейну Вислы, вокруг села находится развитая сеть мелиоративных канав со стоком в каналы Палахва и Сехновичский (оба принадлежат бассейну реки Мухавец). Ближайшая ж/д платформа — Яковчицы (линия Брест — Барановичи).

## История
Первое письменное упоминание о деревне Кривляны относится к 1589 году
В XVII—XVIII веках имение принадлежало роду князей Чарторыйских.
В XVII веке здесь существовал замок князей Чарторыйских, общей площадью 10 гектар. Замок окружал оборонительный ров и мощные валы высотой до 8 метров. Согласно некоторым источникам замок мог быть возведён ещё раньше, во второй половине XVI века
После третьего раздела Речи Посполитой (1795 год) в составе Российской империи, с 1801 года принадлежали Кобринскому уезду Гродненской губернии.
Согласно Рижскому мирному договору (1921) деревня вошла в состав межвоенной Польши, где принадлежала Кобринскому повету Полесского воеводства. С 1939 года — в составе БССР.

## Население
- 1999 год — 399 человек;
- 2009 год — 381 человек;
- 2019 год — 361 человек[1].

## Достопримечательности
- Фрагменты замчища бывшего замка князей Чарторыйских. Сохранились земляные укрепления внешней линии обороны — валы, бастионы, рвы[6]. Фрагменты замчища включены в Государственный список историко-культурных ценностей Республики Беларусь[8].